# Gelis pulicarius
Gelis pulicarius är en stekelart som först beskrevs av Fabricius 1793.  Gelis pulicarius ingår i släktet Gelis och familjen brokparasitsteklar. Arten är reproducerande i Sverige. Inga underarter finns listade i Catalogue of Life.